# ها جی وون
جون هه ریم (کره‌ای: 전해림؛ زادهٔ ۲۸ ژوئن ۱۹۷۸) که بیشتر با نام هنری ها جی وون (کره‌ای: 하지원) شناخته می‌شود، بازیگر و خواننده اهل کره جنوبی است. او به خاطر ایفای نقش در درام‌های تاریخی دامو (۲۰۰۳)، هوانگ جینی (۲۰۰۶) و ملکه کی (۲۰۱۳) و مجموعه‌های کمدی رمانتیک باغ مخفی (۲۰۱۰)، پادشاه دو دل (۲۰۱۲) و مجموعه تلویزیونی کشتی بیمارستانی (۲۰۱۷) شناخته می‌شود.
او یکی از محبوب‌ترین بازیگران زن کره جنوبی است و به خاطر توانایی بازیگری حرفه‌ایش در ژانرهای مختلف همچون اکشن، کمدی، درام، ورزشی و پزشکی مورد تحسین منتقدان قرار گرفته‌است.

## اوایل زندگی و تحصیلات
جون هه ریم، وقتی دانش‌آموز دبیرستان بود، توسط یک آژانس مورد شناسایی قرار گرفت. این بازیگر بیان کرد: «از بچگی آرزو داشتم بازیگر شوم. در سال آخر دبیرستان، یک آژانس بعد از دیدن عکس من در یک استودیو عکاسی با من تماس گرفت و قرارداد بست». او پس از آن با مدرک کارشناسی فیلم و تلویزیون از دانشگاه دانکوک (Dankook University) فارغ‌التحصیل شد. در سال ۲۰۱۲، او آشکار کرد که قبل از آغاز بازیگری، در حدود ۱۰۰ تست بازیگری رد شده بود و اعلام کرد که «من پس از ورود به کالج و قبول شدن در امتحانات در دپارتمان فیلم و تئاتر پذیرفته شدم. قبل از شروع به کارم، در ۱۰۰ پروژه و تست بازیگری نتوانسته بودم نقشی به دست بیاورم.»
جون هه ریم صراحتاً فاش کرد که «ها جی وون» را به عنوان نام هنری خود به عنوان لطفی برای مدیر قبلی خود انتخاب کرده است.

## حرفه

### ۱۹۹۶–۲۰۰۱: آغاز
ها جی وون حرفهٔ بازیگری در تلویزیون را در سال ۱۹۹۶ در یک درام نوجوانان با نام گزارش نسل جدید: بزرگسالان ما را درک نمی‌کنند آغاز کرد. او به ایفای نقش مکمل در درام‌های تلویزیونی اشک اژدها (۱۹۹۸) و لالایی خطرناک (۱۹۹۹) ادامه داد. حضور جی وون در درام مدرسه‌ای محبوب مدرسه ۲ در نقش یک نوجوان آشفته، باعث آغاز شهرت او به عنوان یک بازیگر شد.

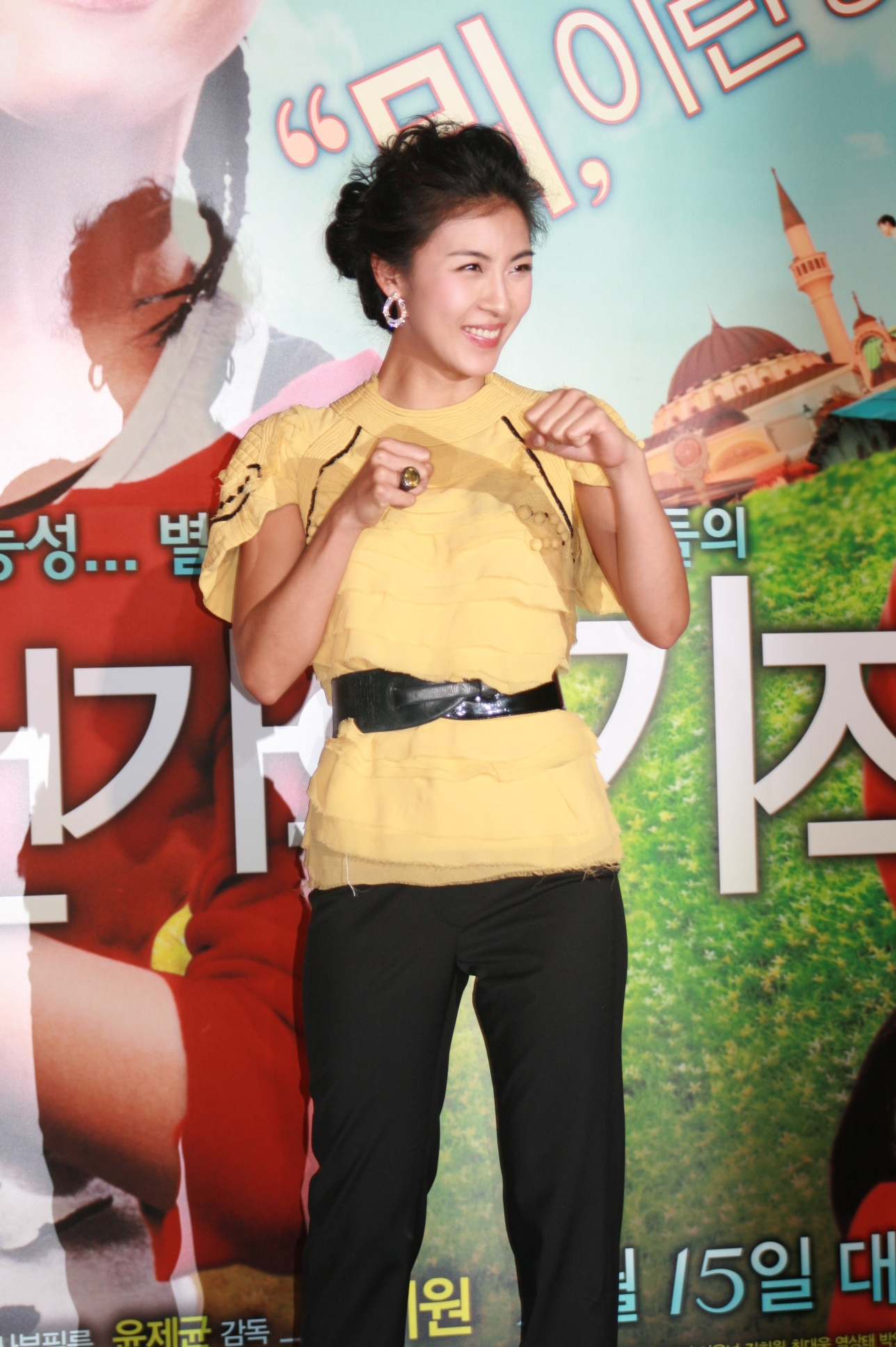
در ژانویه ۲۰۰۷

در سال ۲۰۰۰، ها جی وون در اولین فیلم خود به نام بازی حقیقت در کنار آن سونگ کی ایفای نقش کرد و برای این نقش از میان ۱۵۰۰ نامزد احتمالی انتخاب شد. او به خاطر به تصویر کشیدن شخصیت دوقطبی در این فیلم، برندهٔ جایزه بهترین بازیگر تازه‌کار زن در سی و هفتمین جوایز ناقوس بزرگ و اولین جوایز منتقدان فیلم بوسان شد. در همان سال، او در فیلم ترسناک آن بیونگ کی به نام کابوس و فیلم علمی-تخیلی عاشقانه دیتو ایفای نقش کرد که برای او جایزهٔ بهترین بازیگر نقش مکمل زن در بیست و یکمین جوایز فیلم اژدهای آبی به ارمغان آورد. او بعداً با همکارش در فیلم دیتو یعنی کیم ها-نول در مجموعه تلویزیونی راز همبازی شد. بازی او در این مجموعه باعث شد تا برندهٔ جایزه بهترین بازیگر تازه‌کار زن در جوایز درامای ام‌بی‌سی و سی و هفتمین جوایز هنری بکسانگ شود.
در سال ۲۰۰۱، او اولین نقش اصلی خود را در زندگی زیبا انجام داد، جاییکه نقش دختر یک هتلدار چبول در کنار کیم ره-وون ایفا کرد.

## ترانه‌شناسی

### آلبوم
| سال  | عنوان              | توضیحات |
| ---- | ------------------ | ------- |
| ۲۰۰۳ | هوم ران (Home Run) |         |

### تک‌آهنگ‌های دیجیتال
| سال  | نام آهنگ                                | توضیحات                 |
| ---- | --------------------------------------- | ----------------------- |
| ۲۰۱۴ | «اکنون در این مکان» (Now in This Place) |                         |
| ۲۰۱۵ | «You Are Zoe»                           | با همکاری هیچول از زی:آ |